# Autilla del Pino
Autilla del Pino è un comune spagnolo di 240 abitanti situato nella comunità autonoma di Castiglia e León, comarca di Tierra de Campos.